# Agada (geslacht)
Agada is een geslacht van kevers uit de familie boktorren (Cerambycidae). De wetenschappelijke naam van de soort is voor het eerst geldig gepubliceerd in 1892 door Fairmaire.

## Soorten
Agada is monotypisch en omvat slechts de soort:
- Agada clavicornis Fairmaire, 1892